# Страсті Христові: Воскресіння
«Страсті Христові: Воскресіння» (англ. The Passion of the Christ: Resurrection) — майбутній американський біблійний фільм в жанрі епічної драми. Режисер фільму — Мел Гібсон. Сценарій фільму написав Рендалл Воллес. Головні ролі у фільмі виконують Джеймс Кевізел, Майя Моргенштерн, Моніка Беллуччі, Христо Живков і Франческо Де Віто.
Цей фільм є продовженням фільму «Страсті Христові» (2004), який також зняв Мел Гібсон. «Страсті Христові», які були присвячені 12 годинам до смерті Ісуса і короткого опису Його воскресіння. Продовження буде присвячено подіям, які відбулися між трьома днями розп'яття Ісуса і Його воскресіння.

## Сюжет
Продовження присвячено подіям, які відбулися за три дні між розп'яттям Ісуса Христа і Його воскресінням.

## У ролях
- Джеймс Кевізел — Ісус Христос
- Майя Моргенштерн — Діва Марія
- Моніка Беллуччі — Марія Магдалина
- Христо Живков — апостол Іван
- Франческо Де Віто — апостол Петро

## Виробництво
У червні 2016 року було оголошено про те, що Гібсон почав роботу над продовженням «Страстей Христових», присвячений Воскресінню Ісуса Христа. Рендалл Воллес, який написав сценарій для «Хороброго серця» (1995), був також названий сценаристом фільму. У вересні Гібсон висловив свій інтерес до постановки фільму. За його оцінками фільм вийде через кілька років, бо це великий проєкт. Також в листопаді Гібсон підтвердив назву «Воскресіння Христове» (англ. The Resurrection of the Christ) і припустив, що частина фільму буде відбуватися в пеклі, заявивши, що фільм буде присвячений триденному періоду від смерті Ісуса до Його повернення. У січні 2018 року Кевізел підтвердив, що він знову виконає свою роль Ісуса. Зйомки фільму повинні були початися 10 травня 2019 року, але вони були перенесені з невідомих причин, а випуск фільму перенесено на 2022 рік. Згодом випуск знову перенесли на 2026 рік.